# Kezia Dugdale
Kezia Alexandra Ross Dugdale (Aberdeen, 28 d'agost de 1981) és una política escocesa. Va ser la dirigent del Partit Laboral Escocès des de 2015 fins a la seva dimissió el 2017.
Dugdale va ser anteriorment cap adjunta del Partit Laborista Escocès de 2014 a 2015, i ha sigut diputada del Parlament Escocès per a la regió de Lothian des de 2011. El novembre de 2017, Dugdale va aparèixer com a concursant a la dissetena temporada del programa I'm a Celebrity...Get Me Out of Here!.